# Guaviyú del Arapey
Guaviyú del Arapey, auch als Guabiyú de Arapey bezeichnet, ist eine Ortschaft in Uruguay. 

## Geographie
Sie befindet sich im nördlichen Teil des Departamento Salto in dessen Sektor 7. Nächstgelegene Ansiedlungen sind Pueblo Ruso und Cuchilla de Guaviyú jeweils im Nordosten, Fernández im Südosten und Pueblo Cayetano in südwestlicher Richtung. Östlich des Ortes entspringen der del Guaviyú, ein linksseitiger Nebenfluss des einige Kilometer nördlich die Departamento-Grenze bildenden Río Arapey Chico und der de Albornoz, ein rechtsseitiger Nebenfluss des in einigen Kilometern südlicher Entfernung verlaufenden Río Arapey Grande.

## Einwohner
Die Einwohnerzahl Guaviyú del Arapey beträgt 101 (Stand: 2011), davon 53 männliche und 48 weibliche.
| Jahr | Einwohner |
| ---- | --------- |
| 1996 | -         |
| 2004 | 63        |
| 2011 | 101       |

Quelle: Instituto Nacional de Estadística de Uruguay